# 鹿児島ユナイテッドFCセカンド
鹿児島ユナイテッドFCセカンド（かごしまユナイテッドエフシーセカンド、Kagoshima United FC Second）は、かつて存在した日本のサッカーチーム。日本プロサッカーリーグ（Jリーグ）に加盟する鹿児島ユナイテッドFCのセカンドチームであった。

## 概要
鹿児島ユナイテッドFCが創設された2014年に、公式戦での出場機会が少ない選手に試合経験を積ませる目的で結成された。鹿児島ユナイテッドFCとして統合した2チーム（ヴォルカ鹿児島・FC KAGOSHIMA）がともに九州サッカーリーグ所属であったことから、「一方のチームの承継」という形でそのまま九州リーグに加盟し、同年には第50回全国社会人サッカー選手権大会に初出場した。
2016年はリーグ戦で最下位に終わり、九州各県リーグ決勝大会2位チームとの入替戦に進む予定であったが、クラブ内で「鹿児島ユナイテッドFCがJ2そしてJ1を目指すにはどのような強化・育成の体制をとるのが最善であるかを考えていった結果」としてセカンドの活動終了を決定。九州サッカーリーグ連盟に退会届を提出し、入替戦出場を辞退した。「鹿児島ユナイテッドFCセカンド」としての活動期間はわずか3年間であった。

## 年度別成績・歴代監督
| 年度 | 所属 | 順位 | 勝点 | 試合 | 90分勝 | PK勝 | PK敗 | 90分敗 | 得点 | 失点 | 差  | 監督     |
| 2014 | 九州 | 3位  | 37   | 18   | 10     | 1    | 3    | 4      | 36   | 20   | +16 | 森田栄治 |
| 2015 | 九州 | 8位  | 18   | 18   | 5      | 1    | 1    | 11     | 38   | 52   | -14 | 森田栄治 |
| 2016 | 九州 | 10位 | 3    | 9    | 1      | 0    | 0    | 8      | 18   | 39   | -21 | 森永直彬 |

## ユニフォーム

### チームカラー
- 白、  紺